# Ла Пересина (Венеција)
Ла Пересина (итал. La Peressina) је насеље у Италији у округу Венеција, региону Венето.
Према процени из 2011. у насељу је живело 77 становника. Насеље се налази на надморској висини од 0 м.